# Рагуццини, Филиппо
Филиппо Рагуццини (итал. Filippo Raguzzini; 19 июля 1690, Неаполь — 21 февраля 1771, Рим) — итальянский архитектор позднего барокко и рококо.

## Биография
Рагуццини родился в Неаполе в семье потомственных каменщиков. О его ранней жизни сохранилось мало сведений, однако известно, что после землетрясения 1702 года он был вызван в Беневенто, город, который пострадал более других. В Беневенто он привлёк внимание Пьетро Франческо Орсини, в то время архиепископа Беневенто, который в 1724 году стал папой под именем Бенедикта XIII. Эта встреча имела решающее значение для дальнейшей карьеры Рагуццини. Историки спорят о том, какие работы в Беневенто следует отнести к раннему периоду творчества архитектора Рагуццини, но считается, что капелла Сан-Дженнаро в церкви Аннунциата (1710) является его творением. Две более поздние церкви, Сан-Филиппо (1724—1727) и Сан-Бартоломео (1726) в Беневенто, приписываются Рагуццини и относятся к периоду после избрания папы.
После избрания Бенедикта XIII Филиппо Рагуццини переехал в Рим, где стал получать самые ответственные заказы. В 1725 году ему был пожалован орден Золотой шпоры; в феврале 1727 года он был избран академиком Академии Святого Луки. Благодаря покровительству папы он заменил более опытного и весьма уважаемого римского архитектора Алессандро Спекки, чья самая значительная работа, Порто-ди-Рипетта, была выполнена во времена правления Климента XI. Филиппо Рагуццини занимал должности «Судьи вод и дорог» (Tribunale delle acque e strade) и «Святых Апостолических дворцов» (Sacri Palazzi Apostolici), имел звание «народного архитектора Рима» (popolo romano), то есть главного городского архитектора. Рагуццини занимал эти должности с 1728 года.
Когда папа Бенедикт, его покровитель, скончался в 1730 году, судьба Рагуццини резко ухудшилась. По ложному обвинению он был арестован на площади Треви 4 сентября 1731 года и содержался под домашним арестом. Рагуццини лишили многих официальных должностей, хотя затем некоторые восстановили в судебном порядке. В сентябре 1749 года он был принят в Папскую конгрегацию виртуозов при Пантеоне, что, по-видимому, указывает на некоторую официальную реабилитацию. Его деятельность, начиная с середины 1730-х годов, очень невелика, хотя его имя часто встречается в официальных документах. Он скончался в Риме 21 февраля 1771 года.

## Творчество
В Риме с 1724 по 1728 год Рагуццини построил Оспедале Сан-Галликано (1725), церковь Сан- Систо-Веккьо (1725), церковь Мадонны-делла-Кверча (1727), церковь Сан-Филиппо-Нери (1728), распланировал живописную площадь Сант-Иньяцио (piazza di Sant’Ignazio), считающуюся его шедевром, и прилегающие улицы (1727—1728); он, вероятно, также завершил ступени знаменитой лестницы Тринита-деи-Монти в 1731 году.
Площадь Сант-Иньяцио расположена перед знаменитым храмом ордена иезуитов в Риме, посвящённом святому Игнатию Лойоле. Площадь, овальная в плане, окружена ансамблем из пяти жилых зданий и характерна изобретательной конструкцией, напоминающей театральное крыло или амфитеатр. Люди, вступающие на площадь с четырёх сходящихся улиц, внезапно оказываются в конфронтации с фасадом церкви, как если бы они вышли на театральные подмостки. Отчасти подобный приём обусловлен теснотой места и плотностью городской застройки. Хотя декоративный эффект вогнутых фасадов зданий является важным компонентом их общего плана, такой ансамбль означает значительный отход от принципов классицизма в городском планировании. На основании анализа необычных приёмов планировки площади это произведение и, отчасти, творчество архитектора относят к «римскому рококо».
Другими проектами Рагуццини были небольшие заказы, в том числе реконструкция капеллы Сан-Доменико и Капеллы Распятия в доминиканской церкви Санта-Мария-сопра-Минерва (1724—1726); восстановление церкви и монастыря Сан-Систо-Веккьо возле терм Каракаллы (завершено в 1727); мелкие работы в Сикстинской капелле базилики Санта-Мария-Маджоре (1725), в базилике Сан-Джованни-ин-Латерано (1726) и в соборе Святого Петра в Ватикане (1726); расширение монастыря, пристроенного к церкви Санта-Мария-ин-Кампителли (1724) и многое другое.

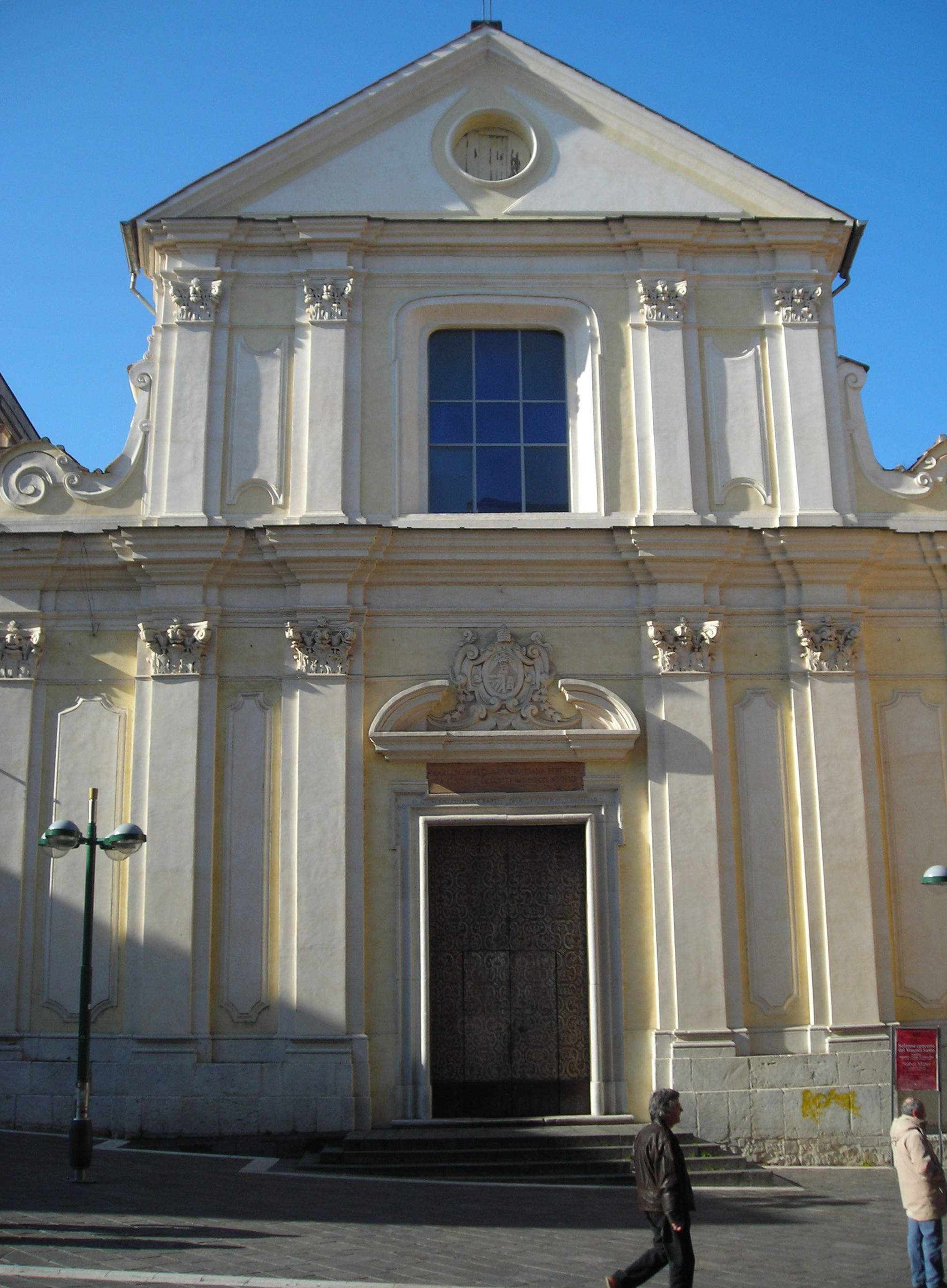
Церковь Сан-Бартоломео. 1726. Беневенто
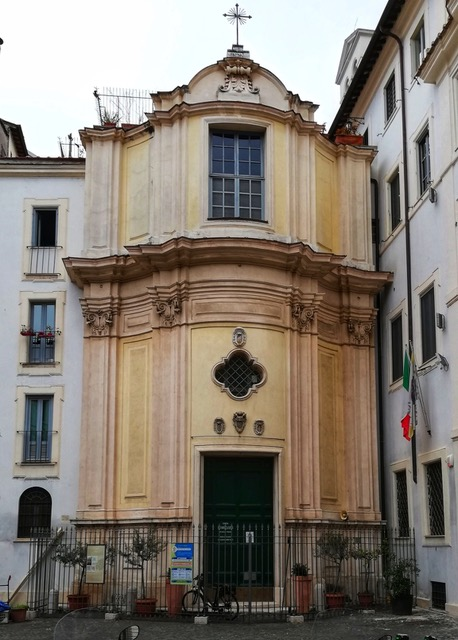
Церковь Санта-Мария-делла-Кверча. 1727. Рим
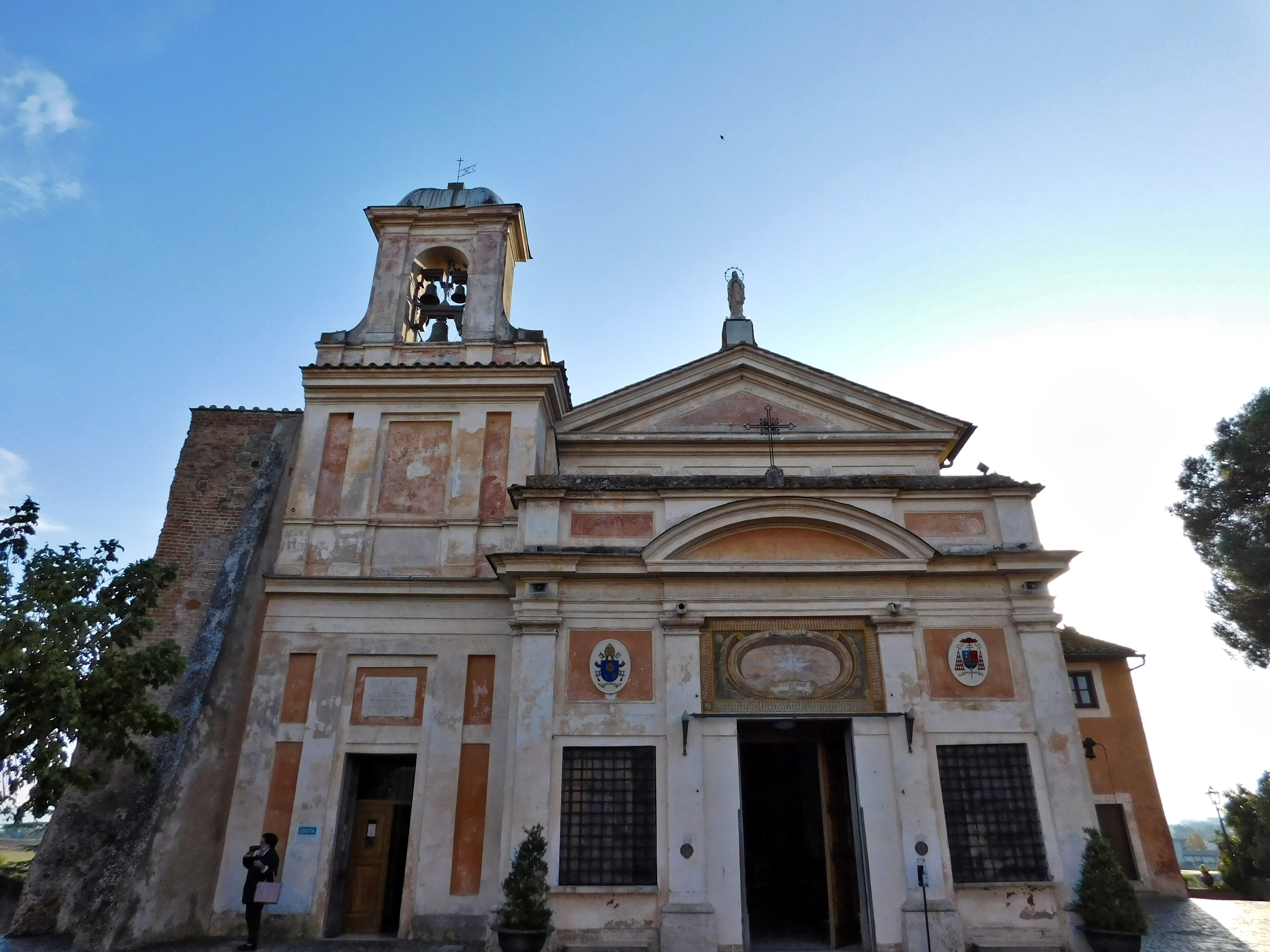
Церковь паломников Девы Марии Божественной любви (Divino Amore). 1745. Рим
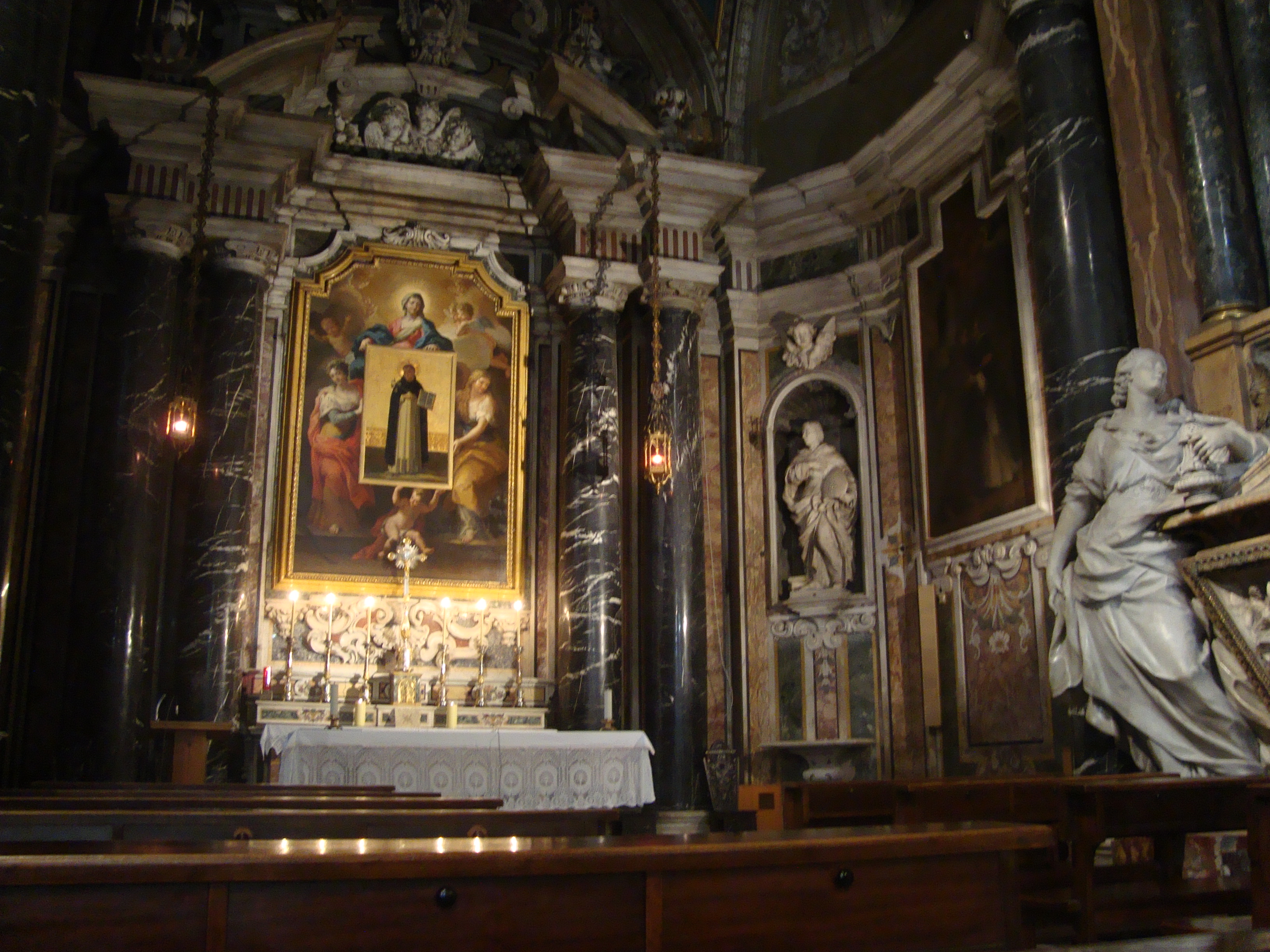
Капелла Сан-Доменико. 1724–1726. Скульптор Пьетро Браччи. Церковь Санта-Мария-сопра-Минерва, Рим
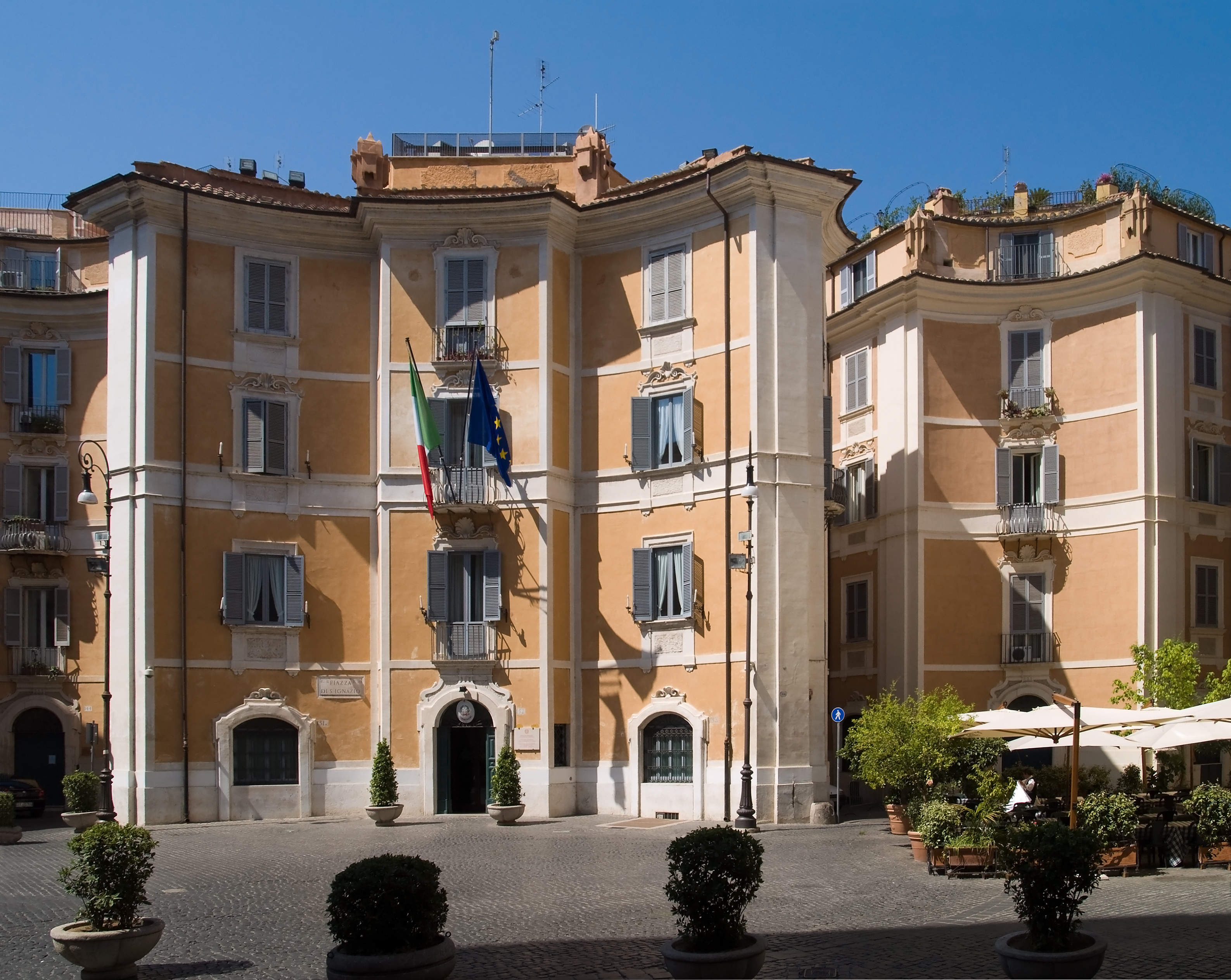
Вид площади Сант-Иньяцио в Риме от фасада церкви Сант-Иньяцио
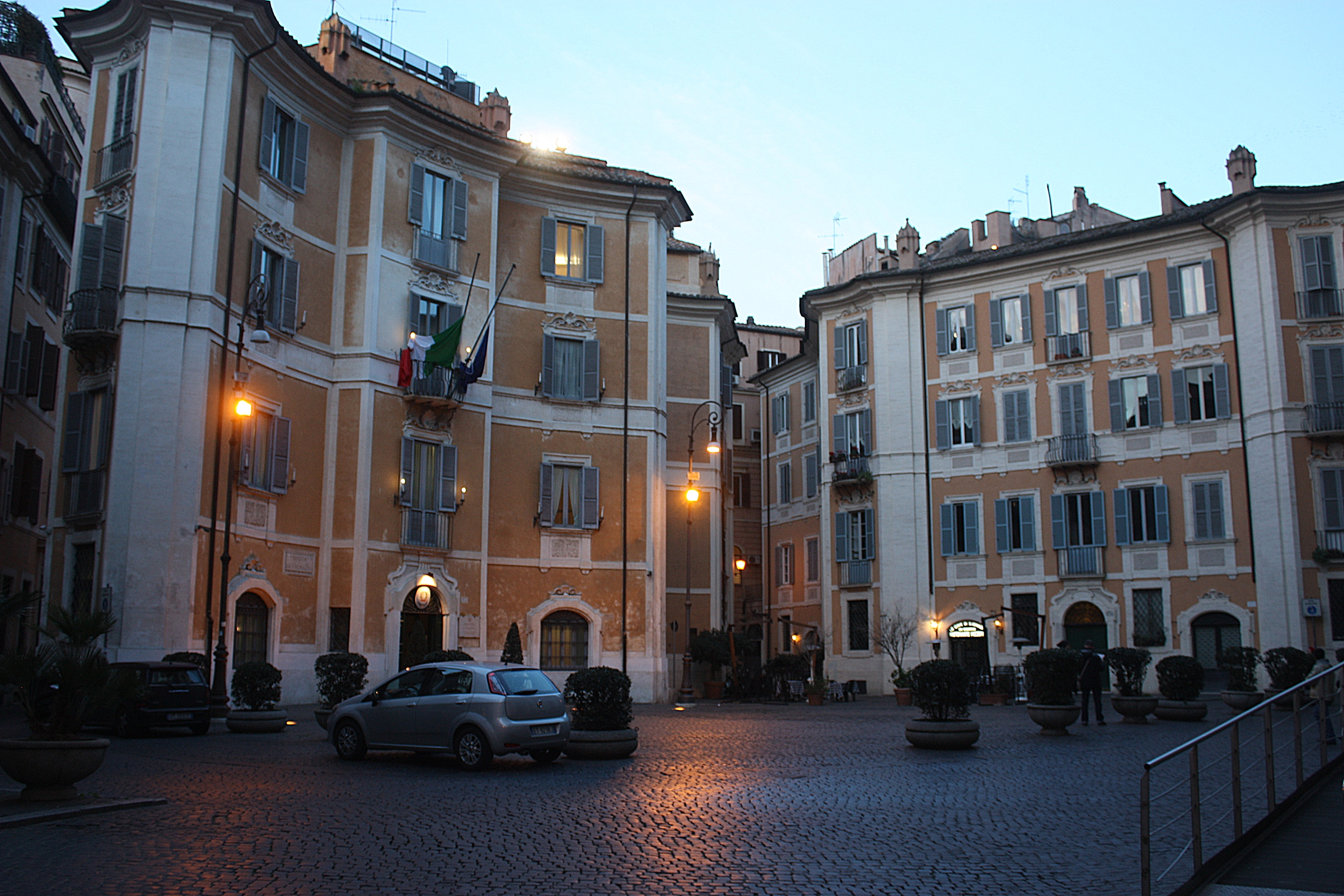
Площадь вечером
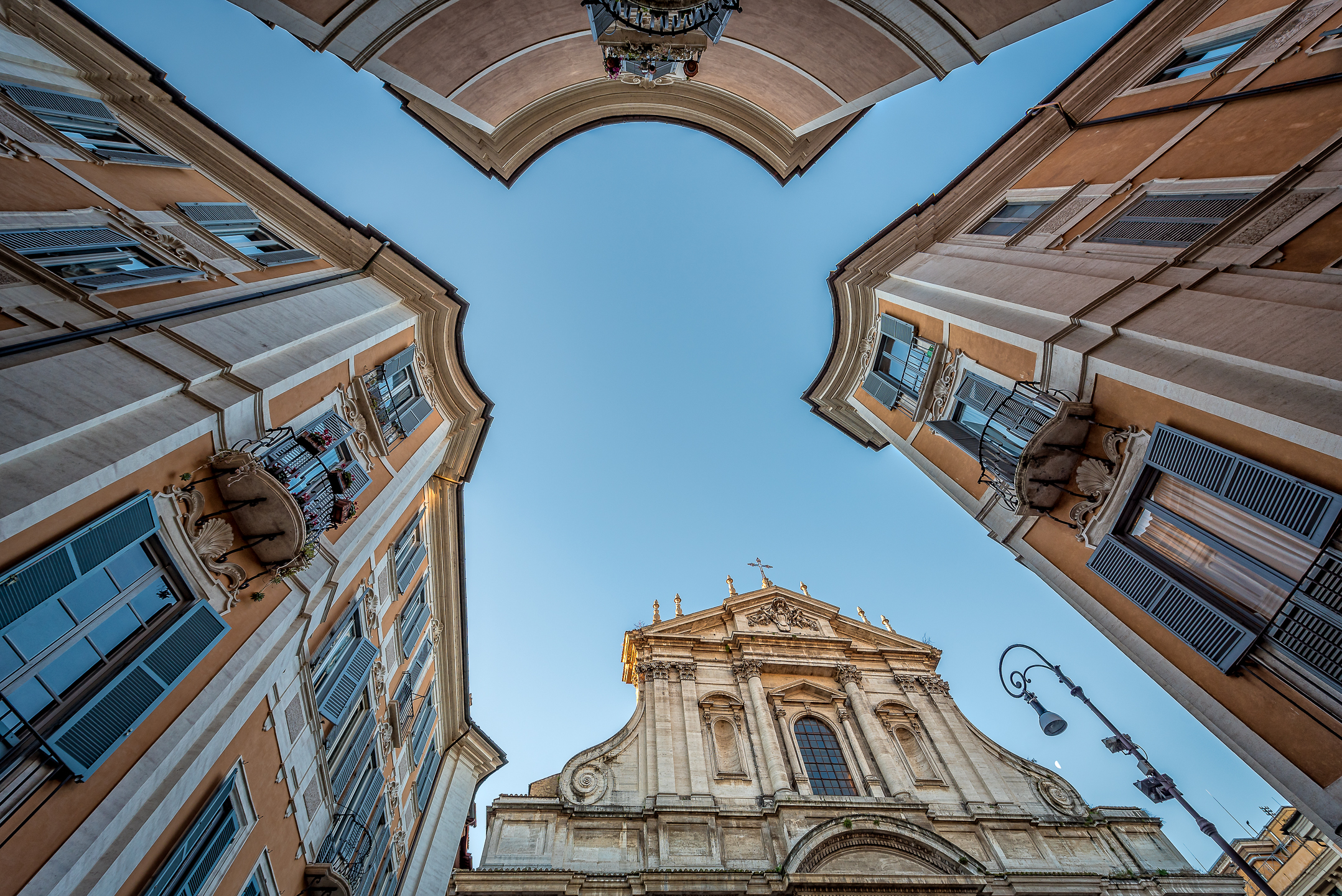
Пьяцца Сант-Иньяцио. Фотография Ж.-М. Гранж, 2015